# Vijainagar
Vijainagar là một thành phố và khu đô thị của quận Ganganagar thuộc bang Rajasthan, Ấn Độ.

## Nhân khẩu
Theo điều tra dân số năm 2001 của Ấn Độ, Vijainagar có dân số 17.867 người. Phái nam chiếm 54% tổng số dân và phái nữ chiếm 46%. Vijainagar có tỷ lệ 62% biết đọc biết viết, cao hơn tỷ lệ trung bình toàn quốc là 59,5%: tỷ lệ cho phái nam là 69%, và tỷ lệ cho phái nữ là 54%. Tại Vijainagar, 16% dân số nhỏ hơn 6 tuổi.